# ライアン・マシューズ (野球)
ライアン・アーサー・マシューズ（Ryan Arthur Mattheus, 1983年11月10日 - ）は、アメリカ合衆国・カリフォルニア州ゴールト出身のプロ野球選手（投手）。右投右打。2016年現在は独立リーグ・アトランティックリーグのシュガーランド・スキーターズに所属。

## 経歴

### プロ入りとロッキーズ傘下時代
サクラメント・シティ・カレッジ（Sacramento City College）出身。
2003年のMLBドラフトでコロラド・ロッキーズから19巡目（全体557位）指名され、プロ入り。

### ナショナルズ時代
2009年7月31日にトレードでワシントン・ナショナルズへ移籍した。
2011年6月14日のセントルイス・カージナルス戦で2番手として登板し、メジャーデビューを果たした。以後、中継ぎとしてメジャーに定着。
2012年10月7日のカージナルスとの地区シリーズ第1戦では7回裏無死満塁のピンチで登板し、打者2人をそれぞれ初球で遊ゴロ、併殺打に打ち取り、プレーオフ史上初の「2球で3アウト」を記録した。
2013年5月19日サンディエゴ・パドレス戦にて1回5失点と打ち込まれ、苛立ちからロッカーを右腕で殴ってしまい、骨折して故障者リスト入り
。7月26日に復帰するも、打ち込まれる場面が目立った。
2014年オフにFAとなった。

### エンゼルス時代
2015年1月14日にロサンゼルス・エンゼルス・オブ・アナハイムとマイナー契約を結んだ。開幕は傘下のAAA級ソルトレイク・ビーズで迎え、5月8日にメジャー昇格した。昇格後は1試合に登板し、5月12日にDFAとなった。

### レッズ時代
2015年5月13日にウェイバー公示を経てシンシナティ・レッズへ移籍した。12月2日にノンテンダーFAとなった。
2016年1月9日、レッズとマイナー契約で再契約し、同年のスプリングトレーニングに招待選手として参加することになった。4月25日に解雇となり、6月10日に独立リーグ・アトランティックリーグのシュガーランド・スキーターズと契約。

## 詳細情報

### 年度別投手成績
| 年 度     | 球 団     | 登 板 | 先 発 | 完 投 | 完 封 | 無 四 球 | 勝 利 | 敗 戦 | セ 丨 ブ | ホ 丨 ル ド | 勝 率 | 打 者 | 投 球 回 | 被 安 打 | 被 本 塁 打 | 与 四 球 | 敬 遠 | 与 死 球 | 奪 三 振 | 暴 投 | ボ 丨 ク | 失 点 | 自 責 点 | 防 御 率 | W H I P |
| --------- | --------- | ----- | ----- | ----- | ----- | -------- | ----- | ----- | -------- | ----------- | ----- | ----- | -------- | -------- | ----------- | -------- | ----- | -------- | -------- | ----- | -------- | ----- | -------- | -------- | ------- |
| 2011      | WSH       | 35    | 0     | 0     | 0     | 0        | 2     | 2     | 0        | 8           | .500  | 136   | 32.0     | 26       | 1           | 15       | 3     | 2        | 12       | 1     | 1        | 11    | 10       | 2.81     | 1.28    |
| 2012      | WSH       | 66    | 0     | 0     | 0     | 0        | 5     | 3     | 0        | 18          | .625  | 265   | 66.1     | 57       | 8           | 19       | 5     | 3        | 41       | 3     | 0        | 22    | 21       | 2.85     | 1.15    |
| 2013      | WSH       | 37    | 0     | 0     | 0     | 0        | 0     | 2     | 0        | 6           | .000  | 166   | 35.1     | 52       | 1           | 15       | 0     | 0        | 22       | 4     | 1        | 26    | 25       | 6.37     | 1.90    |
| 通算：3年 | 通算：3年 | 138   | 0     | 0     | 0     | 0        | 7     | 7     | 0        | 32          | .500  | 567   | 133.2    | 135      | 10          | 49       | 8     | 5        | 75       | 8     | 2        | 59    | 56       | 3.77     | 1.38    |

- 2013年度シーズン終了時

### 背番号
- 52 (2011年 - 2014年)
- 47 (2015年 - 同年途中)
- 41 (2015年途中 - 同年終了)